# Twelveheads
Twelveheads – osada w Anglii, w Kornwalii. Leży 32 km na północny wschód od miasta Penzance i 380 km na zachód od Londynu.